# Tityre gris
Tityra cayana
Espèce
Répartition géographique
Statut de conservation UICN

 LC  : Préoccupation mineure
Le Tityre gris (Tityra cayana) est une espèce de passereaux de la famille des Tityridae.

## Liste des sous-espèces
- Tityra cayana cayana (Linnaeus, 1766) — nord-ouest de son aire de répartition ;
- Tityra cayana braziliensis (Swainson, 1838) — sud-est de son aire de répartition.